# Mordellistenochroa strejceki
Mordellistenochroa strejceki is een keversoort uit de familie spartelkevers (Mordellidae). De wetenschappelijke naam van de soort is voor het eerst geldig gepubliceerd in 1982 door Horák.